# Gelapan
Gelapan is een bestuurslaag in het regentschap Grobogan van de provincie Midden-Java, Indonesië. Gelapan telt 1586 inwoners (volkstelling 2010).